# ادوارد چارلز پیکرینگ
ادوارد چارلز پیکرینگ (انگلیسی: Edward Charles Pickering؛ زاده ۱۹ ژوئیهٔ ۱۸۴۶ درگذشته ۳ فوریهٔ ۱۹۱۹ (۷۲ سال)) یک دانشمند در زمینه اخترشناسی اهل ایالات متحده آمریکا بود.

## زندگی‌نامه
پیکرینگ بعد از سپری دوران دبیرستان بلافاصله پس از فارغ‌التحصیلی از دانشگاه هاروارد، فیزیک را در انستیتوی فناوری ماساچوست تدریس کرد.
بعداً، او از سال ۱۸۷۷ تا زمان مرگش در سال ۱۹۱۹ به عنوان مدیر رصدخانه کالج هاروارد خدمت کرد، جایی که با استفاده از عکاسی، جهش‌های بزرگی را در گردهمایی طیف‌های ستاره ای ایجاد کرد.

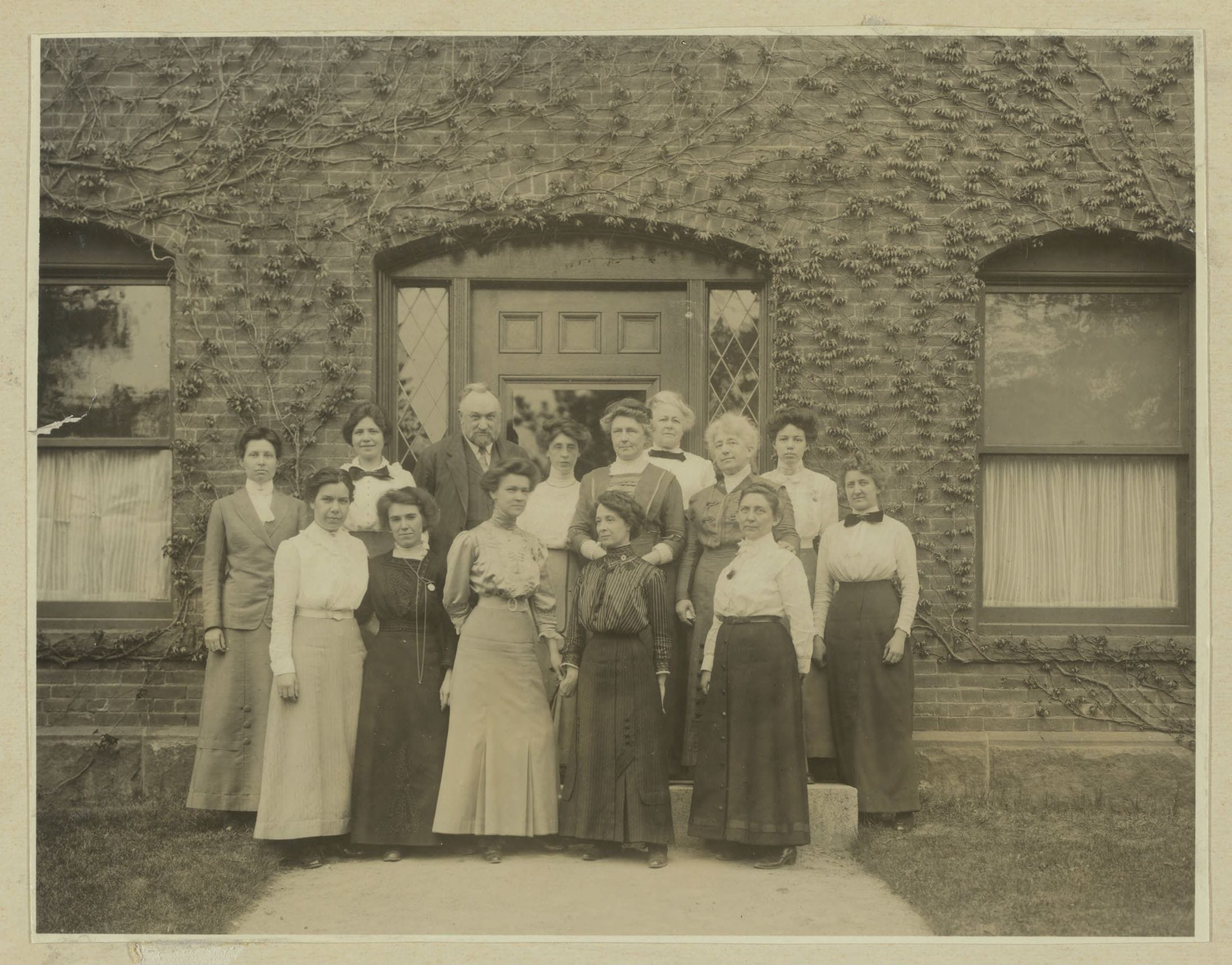
پیکرینگ و کامپیوترهای هاروارد، در رصدخانه دانشگاه هاروارد، سال۱۹۱۳.

در هاروارد، او بیش از ۸۰ زن را برای کار با خودش استخدام کرد، از جمله آنی پرش کانن، هنریتا سوان لیویت ، آنتونیا موری و فلورانس کوشمن. این زنان، مشهور به کامپیوترهای هاروارد (که در آن زمان توسط جامعه علمی به عنوان "Pickering's Harem" نیز خوانده می‌شدند)، چندین اکتشاف مهم در HCO انجام دادند.
آنها پایه و اساس درک مدرن را از مسافت کیهانی را به خوبی اثبات کردند.
ادوارد چارلز در سال۱۸۷۶ باشگاه کوه Appalachian را تأسیس کرد. در سال ۱۸۸۲، پیکرینگ با قرار دادن یک منشور بزرگ در جلوی صفحه عکاسی، روشی را برای عکسبرداری از طیف‌های چند ستاره ایجاد کرد. وی همچنین به همراه ویلیامینا فلمینگ و آنی پرش کانن یک سیستم طبقه‌بندی ستاره ای را بر اساس یک سیستم الفبایی برای کلاس‌های طیفی طراحی کردند که برای اولین بار به عنوان طبقه‌بندی ستاره ای هاروارد شناخته شده و پایه و اساس کاتالوگ هنری دراپر شد.
در سال ۱۸۹۶، پیکرینگ مشاهدات خطوط قبلاً ناشناخته را در طیف ستاره ζ-پوپیس منتشر کرد که آنها را در سال ۱۸۹۷ به هیدروژن نسبت داد. تجزیه و تحلیل توسط نیلز بور در ساختار سه‌گانه در ساختار اتمی استدلال کرد که خطوط طیفی از هلیم یونیزه شده و نه از هیدروژن. فاولر در ابتدا شک داشت اما در نهایت متقاعد شد که بور درست گفته‌است.
با این حال اگر قدم‌های افرادی مانند پیکرینگ در فیزیک کلاسیک نبود فیزیک مدرن هم به دنبال آن وجود نداشت؛ چراکه مشکلات حل نشدنی در فیزیک کلاسیک فیزیک مدرن را به وجود آورد.